# Thomas Panckow

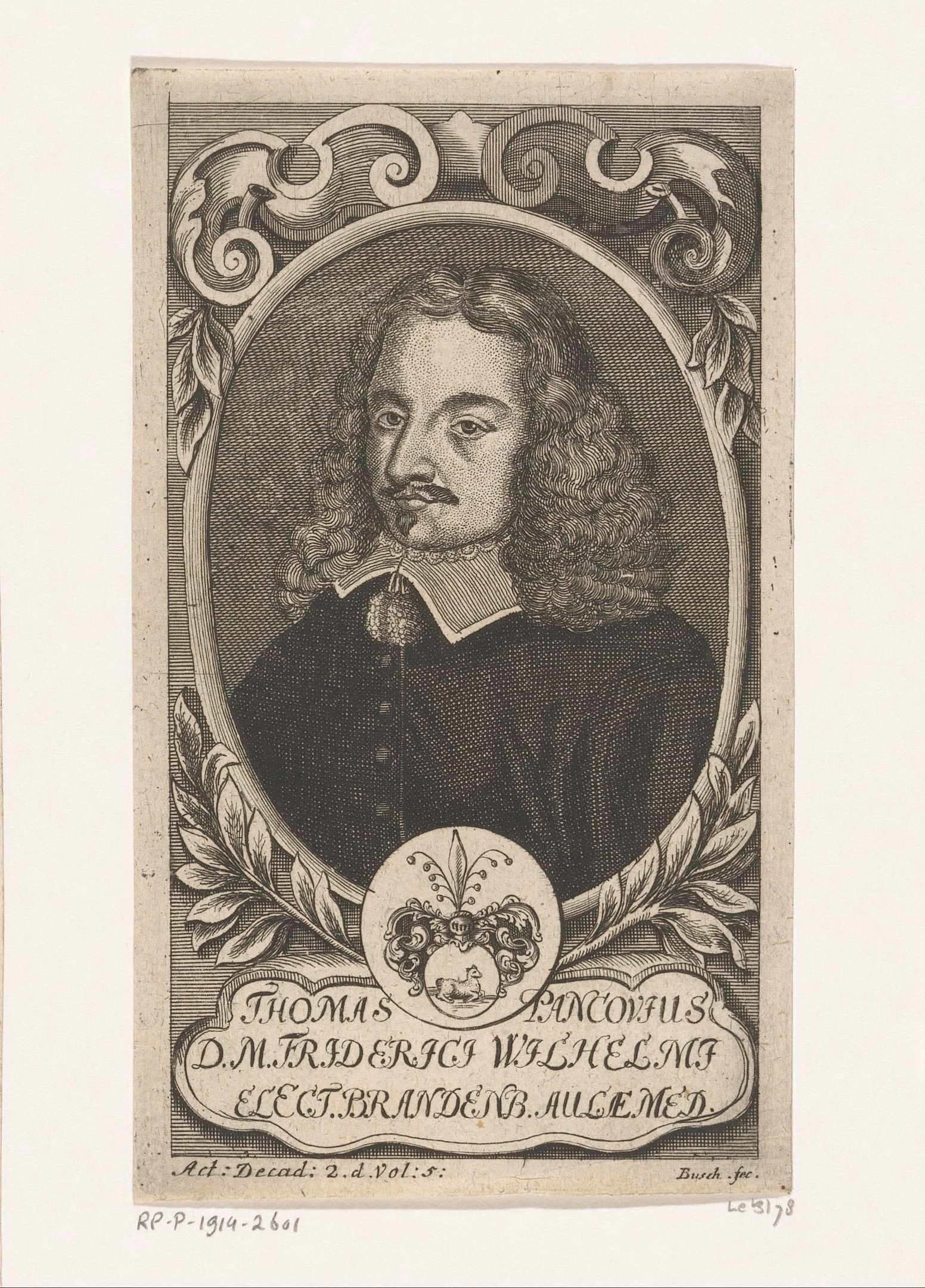
Thomas Panckow, Kupferstich von Georg Paul Busch, 1725

Thomas Panckow (latinisiert Pancovius; * 27. Januar 1622 in Linum, Ruppiner Land, Kurfürstentum Brandenburg; † 9. Dezember 1665 in Berlin, Kurfürstentum Brandenburg) war ein brandenburgischer Mediziner und Hofarzt von Kurfürst Friedrich Wilhelm.

## Leben
Der Vater Joachim Panckow war lutherischer Pfarrer in Linum. Thomas Panckow besuchte die Schule in Ruppin und immatrikulierte sich 1635 mit 13 Jahren an der Universität Frankfurt (Oder). Seit 1643 studierte er in Rostock Medizin.
1647 war Panckow Hofmeister (?) bei Margarethe von Zabeltitz, der Witwe des Generals Friedrich von Zabeltitz, in Berlin. Ende 1648 immatrikulierte er sich an der niederländischen Universität Leiden, wo er im darauffolgenden Jahr zum Doktor der Medizin promoviert wurde.
Seit 1650 praktizierte Pancovius als Arzt in Berlin. 1662 versorgte er und Martin Weise unter anderem den todkranken Christoph Schönebeck an seinem Sterbebett. Er heiratete am 10. November 1651 Catharina Berchelmann (1631–1683), Tochter des Johann Berchelmann (1595–1655), Landrentmeister zu Berlin. 1654 wurde er zum Hofarzt bei   Kurfürst Friedrich Wilhelm von Brandenburg berufen. Stadt=Medicus zu Berlin und Köln.
Beisetzung und Grabstein (Epitaph) in der  Marienkirche in Berlin.
Martin Friedrich Seidel veröffentlichte 1671 ein Kupferstichporträt von ihm (ohne Nennung des Künstlers), der Kupferstecher Georg Paul Busch schuf ein weiteres, das 1725 veröffentlicht wurde.

## Schriften
Thomas Panckovius verfasste ein Kräuterbuch, das später erweitert und neu aufgelegt wurde. Außerdem gab er einige Kalender heraus.
- Michael Cobabus (Praeses), Thomas Pancovius (Respondent): Disputatio Philosophica De Stellis/ [...]. Rostock 1645. (ThULB Jena, 4 Diss. philos. 43 (77))
- Joachim Stockmann (Praeses), Thomas Pancovius (Respondent): Disputatio Physico-Medica De Sympathia &c. [...]. Habebitur XI. Cal. Septembris, horis matutinis, in Auditorio Magno. Rostock 1646. UB Rostock, R.U.-phil. 1646 Stockmann, Joachim Digitalisat
- Dispvtatio medica inauguralis de haemorhagia narivm [...].: Leiden 1649.
- Herbarium Portatile, Oder Behendes Kräuter= und Gewächs=Buch/ Darin nicht allein 1363. so wol Einheimische/ als Außländische Kräuter/ zierlich und eigentlich abgebildet/ sondern auch die meisten/ so in der Medicin gebräuchlich/ kürtzlich erkläret werden/ Nebst Herrn Theoph: Kentmanni angehengter Kräuter=Taffel. Berlin 1654.  Digitalisat, Digitalisat
  - Weitere Ausgaben ab 1673, unter anderem herausgegeben von Bartholomaeus Zorn
- Historien= Haus= Kräuter= und Schreib=Calender,  Druck Johann Ernst, Frankfurt an der Oder, Verlag Rupert Völcker, Berlin und Cöln, 1662–1666 1663[7]